# Iván Kulbertinov
Iván Nikoláievich Kulbertinov (en ruso: Ива́н Никола́евич Кульберти́нов; en yakuto: Ньукулай уола Уйбаан Кульбертинов; Tiania, 7 de noviembre de 1917 - Tiania, 13 de febrero de 1993) fue un francotirador soviético que combatió en las filas del Ejército Rojo durante la Segunda Guerra Mundial, en el transcurso de dicho conflicto mató personalmente a unos 487 soldados y oficiales enemigos.

## Biografía

### Infancia y juventud
Iván Kulbertinov nació el 7 de noviembre de 1917 en la pequeña localidad rural de Tiania, en la actual República de Sajá, en el seno de una familia evenki de pastores de renos que cazaban animales salvajes en la taiga. Su padre, Nikolái Románovich Kulbertinov, falleció muy pronto cuando él apenas tenía diez años y su madre, Anna Vasilievna, enfermaba con frecuencia debido a una enfermedad crónica.
Durante la mayor parte de su adolescencia, trabajó en la granja colectiva Novaya Zhizn, en el raión de Tsivil, RASS de Chuvasia, por lo que fue reconocido como estajanovista. Su hermano mayor, Nikolái, murió mientras servía en el Frente Oriental en 1939.

### Segunda Guerra Mundial
Kulbertinov fue reclutado por el Ejército Rojo el 12 de junio de 1942. Con una estatura de apenas 153 cm y un peso de 53 kg, recibió entrenamiento en los Montes Urales y fue desplegado como parte de la 2.ª División Aerotransportada de la Guardia el 27 de febrero de 1943 cerca de Stáraya Rusa, donde realizó su primera muerte confirmada. Entre 1942 y 1945, sirvió en las afueras de Moscú, en Oriol y Kursk en el oeste de Rusia, en Kiev y Vínnitsa en el oeste y este de Ucrania, así como en Polonia, Alemania y Checoslovaquia. Entre sus bajas de alto rango se incluyen un Sturmbannführer y dos Obersturmbannführer de las Waffen-SS. Durante la guerra, Kulbertinov entrenó a unos 35 jóvenes francotiradores.
Las tropas de la Wehrmacht en Mukáchevo lo apodaron «Kulbert», mientras que en los Cárpatos orientales se referían a Kulbertinov con los epítetos «medianoche siberiano» (en alemán: Sibirische Mitternacht) o «búho siberiano» (en alemán: Sibirische Eule). En la comunidad de su lugar de origen le dieron el nombre honorífico de «buskhaa», que significa «poderoso» en el idioma evenki.
Durante la guerra mató a 487 soldados y oficiales enemigos y recibió varias medallas, así como un fusil de francotirador Mosin-Nagant personalizado del Consejo Militar del Ejército Rojo. También fue considerado dos veces para recibir el título de Héroe de la Unión Soviética, pero finalmente no recibió el galardón.

### Posguerra
En 1946, fue desmovilizado en Irkutsk. Durante su estancia allí, se vio involucrado en un tiroteo: dos oficiales del Ejército Rojo, borrachos, se acercaron a Kulbertinov mientras comía y lo acusaron de robar, llamándolo despectivamente chukchi. Kulbertinov hirió a ambos hombres con su pistola Tokarev. Fue arrestado y juzgado poco después, pero liberado menos de un año después, en 1947. Después regresó a su localidad natal de Tiania donde, entre 1948 y 1969, trabajó como cazador para una granja de zorros plateados administrada por el estado, al mismo tiempo que colocaba trampas para disuadir a los lobos de ingresar en un sitio de cría de ciervos.
Murió el 13 de febrero de 1993, a la edad de 76 años y fue enterrado en su pueblo natal de Tiania en Yakutia.

## Condecoraciones
|  | Orden de la Bandera Roja (7 de junio de 1944)                                                          |
|  | Orden de la Guerra Patria de 1.er grado (20 de mayo de 1945)                                           |
|  | Orden de la Guerra Patria de 1.er grado (6 de abril de 1985)                                           |
|  | Orden de la Guerra Patria de 2.do grado (16 de junio de 1944)                                          |
|  | Orden de la Estrella Roja                                                                              |
|  | Orden de la Gloria de 3.er grado (1 de diciembre de 1943)                                              |
|  | Medalla al Valor (18 de julio de 1943)                                                                 |
|  | Medalla por el Servicio de Combate (7 de febrero de 1945)                                              |
|  | Medalla Conmemorativa por el Centenario del Natalicio de Lenin «Al valor militar»                      |
|  | Medalla por la Victoria sobre Alemania en la Gran Guerra Patria 1941-1945 (1945)                       |
|  | Medalla Conmemorativa del 20.º Aniversario de la Victoria en la Gran Guerra Patria de 1941-1945 (1965) |
|  | Medalla Conmemorativa del 30.º Aniversario de la Victoria en la Gran Guerra Patria de 1941-1945 (1975) |
|  | Medalla Conmemorativa del 40.º Aniversario de la Victoria en la Gran Guerra Patria de 1941-1945 (1985) |

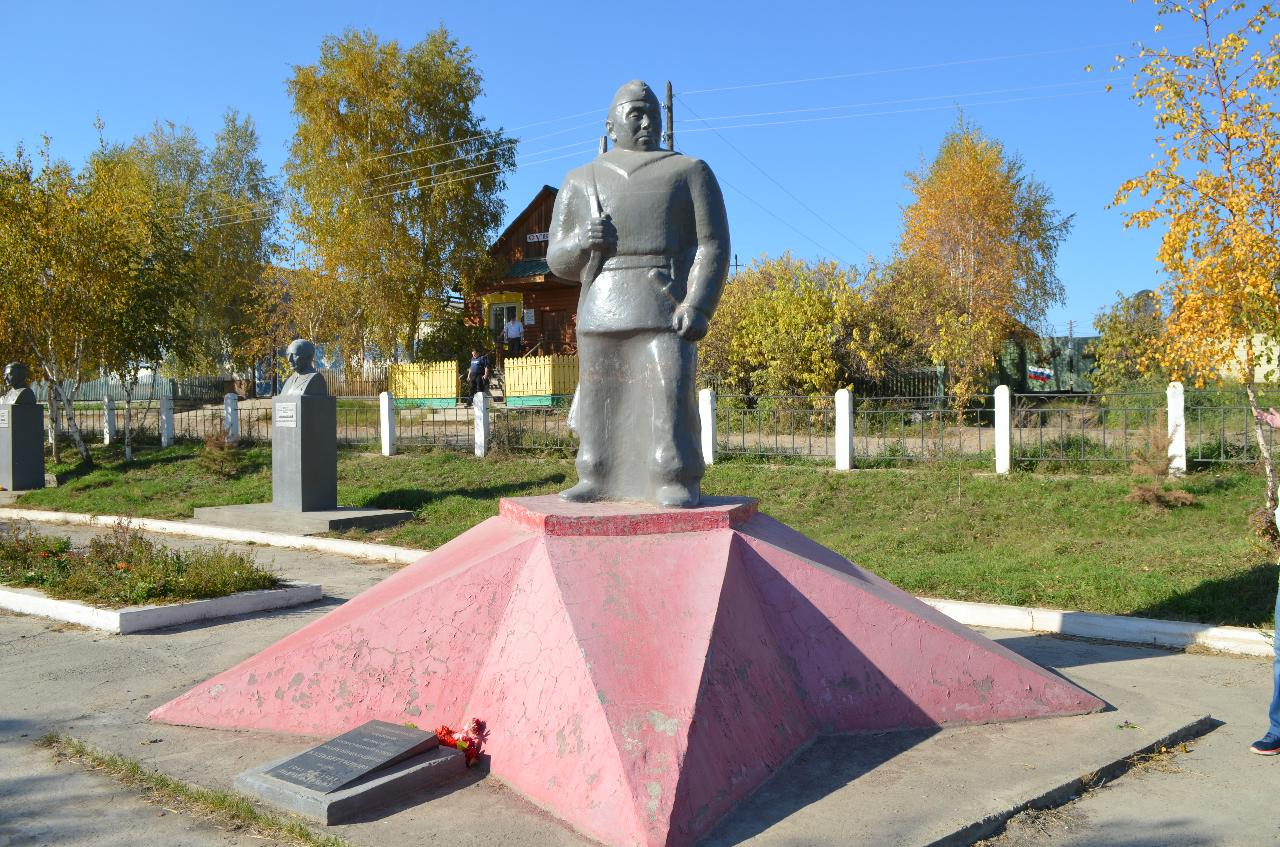
Monumento en honor a Iván Kulbertinov en Oliókminsk

Además recibió un rifle de francotirador Mosin-Nagant personalizado con la inscripción en la culata: «Al mejor francotirador, sargento mayor I. N. Kulbertinov del Consejo Militar del Ejército. Enero de 1945».